# Мануель Лапуенте
Мануель Лапуенте Діас (ісп. Manuel Lapuente  Diaz, нар. 15 травня 1944, Мехіко) — мексиканський футболіст, нападник. По завершенні ігрової кар'єри — футбольний тренер.
Як головний тренер національної збірної Мексики — володар Золотого кубка КОНКАКАФ та кубка конфедерацій.

## Клубна кар'єра
У дорослому футболі дебютував 1964 року виступами за команду клубу «Монтеррей», в якій провів два сезони.
Своєю грою за цю команду привернув увагу представників тренерського штабу клубу «Некакса», до складу якого приєднався 1966 року. Відіграв за команду з Агуаскальєнтеса наступні чотири сезони своєї ігрової кар'єри.
1970 року уклав контракт з клубом «Пуебла», у складі якого провів наступні чотири роки своєї кар'єри гравця.
Завершив професійну ігрову кар'єру у нижчоліговому клубі «Атлас», за команду якого виступав протягом сезону 1974/75.

## Виступи за збірну
1967 року дебютував в офіційних матчах у складі національної збірної Мексики. Протягом кар'єри у національній команді, яка тривала 7 років, провів у формі головної команди країни лише 13 матчів, забивши 5 голів.

## Кар'єра тренера
Розпочав тренерську кар'єру, повернувшись до футболу після невеликої перерви, 1979 року, очоливши тренерський штаб клубу «Пуебла».
В подальшому очолював команди «УАНЛ Тигрес», «Анхелес де Пуебла», «Атланте», «Крус Асуль», «Америка», та «Некакса».
Двічі стояв у керма збірної Мексики. Очолював головну команду країни на чемпіонату світу 1998 року у Франції та кубку Америки 1999 року у Прагваї, на якому мексиканці здобули бронзові нагороди.
Брав участь у двох турнірах кубка конфедерацій 1997 року у Саудівській Аравії та 1999 року у Мексиці. На домашньому для мексиканців розіграшу команда здобула титул переможця турніру.
Двічі очолював команду у розіграшах Золотого кубка КОНКАКАФ у США: 1991 і 2000. Напершому турнірі команда здобула бронзові нагороди.
Останнім місцем тренерської роботи був тренерський штаб столичної «Америки», який Лапуенте очолював до 2011 року.

## Титули і досягнення
Гравець
- Срібний призер Чемпіонату націй КОНКАКАФ: 1967
- Бронзовий призер Чемпіонату націй КОНКАКАФ: 1973

Тренер
- Переможець Золотого кубка КОНКАКАФ: 1998
- Бронзовий призер Золотого кубка КОНКАКАФ: 1991
- Переможець Кубка конфедерацій (1): 1999
- Володар кубка чемпіонів КОНКАКАФ (2): 1991, 2006
- Чемпіон Мексики (5): 1983, 1990, 1995, 1996, 2002
- Володар кубка Мексики (1): 1990
- Бронзовий призер Кубка Америки: 1999